# جون ماكنيل
جون ماكنيل (بالإنجليزية: John McNeil)‏ هو ضابط أمريكي، ولد في 14 فبراير 1813 في History of Halifax, Nova Scotia ‏ في كندا، وتوفي في 8 يونيو 1891 في سانت لويس في الولايات المتحدة.